# Blepharosis dianthoecina
Blepharosis dianthoecina là một loài bướm đêm trong họ Noctuidae.